# Bandha
Un Bandha (en sánscrito: बंध es una "cerradura de cuerpo" en el Hatha yoga, siendo una especie de mudra interno. Se les describe como técnicas de sellado corporal que se utilizan en la práctica del yoga y otras tradiciones espirituales indias. Se consideran herramientas muy poderosas para el control y la dirección de la energía en el cuerpo.
Hay cuatro bandhas principales: Mula Bandha (sello raíz), Uddiyana Bandha (sello abdominal), Jalandhara Bandha (sello de la garganta) y Maha Bandha (el sello mayor). Cada bandha se activa a través de una combinación de posturas corporales, respiración y concentración, y se dice que puede tener un impacto positivo en diferentes aspectos de la salud y el bienestar.
- Maha bandha ("la gran cerradura") combina los otros tres bandhas, a saber:[2]

- Mula bandha, contracción del perineo.[3]
- Uddiyana bandha, succión del abdomen en la caja torácica.
- Jalandhara bandha, metiendo la barbilla cerca del pecho.

Desde el jainismo, el término bandha se interpreta como el enlace del Karma al alma que resulta de la ignorancia de la verdadera naturaleza del ser.